# نهائي كأس إيطاليا 2008
نهائي كأس إيطاليا 2008 (بالإنجليزية: Coppa Italia final 2008) هي مباراة كرة قدم الختامية لتحديد الفائز في منافسة كأس إيطاليا 2007–08، لعبت في 24 مايو 2008 على ملعب أولمبيكو من مباراة واحدة ولأول مرة منذ عام 1980 على أرض محايدة بعدما كانت تلعب المباراة النهائي من مباراة الذهاب والإياب، وأقيمت بين نادي روما وإنتر ميلان، بقيادة حكم المباراة إميديو مورغانتي، وحضور جماهيري بلغ 60 ألف متفرج.يعتبر هذا النهائي الرابع على التوالي بين الفريقين، دخل نادي روما مدافعاً عن لقبه وبعد خسارته سكوديتو من منافسه نادي إنتر ميلان بفارق ضئيل، يعود روما وإنتر لمواجهة بعضهما البعض نهاية الموسم بعد افتتحمها الموسم ضمن بطولة كأس السوبر الإيطالي 2007، وهذه المرة في نهائي كأس إيطاليا على ملعب أولمبيكو تمكن من الفوز اللقب متغلب على نادي إنتر ميلان، بنتيجة 2 - 1 ويحقق روما اللقب التاسع في تاريخه، مع صافرة النهاية، رفع روما كأس إيطاليا التاسع في تاريخه. تسلم فرانشيسكو توتي، القائد الغائب عن المباراة بسبب الإصابة، الكأس مباشرة من يد رئيس الجمهورية جورجيو نابوليتانو. بدل من كابتن روما دي روسي في أول نهائي كأس يحمل فيها دي روسي شارة الكابتن على ذراعه.

## عن الفريقين
| الفريق     | التتويج | المشاركات السابقة في النهائيات (الخط الغليظ للأرقام يشير لسنة التتويج باللقب)           |
| ---------- | ------- | --------------------------------------------------------------------------------------- |
| روما       | 8       | 14 (1937، 1941، 1964، 1969، 1980، 1981، 1984، 1986، 1991، 1993، 2003، 2005، 2006، 2007) |
| إنتر ميلان | 5       | 10 (1939، 1959، 1965، 1977، 1978، 1982، 2000، 2005، 2006، 2007)                         |

## الطريق إلى النهائي
| روما                                                                        | روما    | روما      | روما      | ضد              | إنتر ميلان | إنتر ميلان | إنتر ميلان | إنتر ميلان |
| --------------------------------------------------------------------------- | ------- | --------- | --------- | --------------- | ---------- | ---------- | ---------- | ---------- |
| الخصم                                                                       | النتيجة | الذهاب    | الإياب    | المرحلة الثالثة | الخصم      | النتيجة    | الذهاب     | الإياب     |
| تورينو                                                                      | 3 - 5   | 3 - 1 (خ) | 0 - 4 (د) | دور 16          | ريجينا     | 1 - 7      | 1 - 4 (خ)  | 0 - 3 (د)  |
| سامبدوريا                                                                   | 1 - 2   | 1 - 1 (خ) | 0 - 1 (د) | ربع النهائي     | يوفنتوس    | 5 - 4      | 2 - 2 (د)  | 3 - 2 (خ)  |
| كاتانيا                                                                     | 2 - 1   | 1 - 0 (د) | 1 - 1 (خ) | نصف النهائي     | لاتسيو     | 2 - 0      | 0 - 0 (د)  | 2 - 0 (خ)  |
| ملاحظة: تشير الرموز (د) = داخل الديار ; (خ) = خارج الديار; (م) = ملعب محايد |         |           |           |                 |            |            |            |            |

### التصنيف والنظام
نظمت مسابقة كأس إيطاليا نظام خروج المعلوب من مواجهة واحدة أو موجهة ذهاب وإياب حسب الجولة:
- المرحلة الأولى: مباريات من مباراة واحدة
  - الدور الأول: أُقيمت مباريات بين 24 فريقًا من آخر 24 فريقًا مصنفًا (19-42).
  - الدور الثاني: أُقيمت مباريات بين 12 فريقًا فائزًا من الدور الأول.
- المرحلة الثانية: مباريات من مباراة واحدة.
  - أُقيمت مباريات بين 6 فرق فائزة من المرحلة الأولى وفرق من 9 إلى 18 فريقًا مصنفًا.
- المرحلة الثالثة: مباريات من مباراتين.
  - دور الستة عشر: يشارك 8 فرق فائزة من المرحلة الثانية في مجموعة تضم الفرق المصنفة من 1 إلى 8.
  - ربع النهائي ونصف النهائي: مباريات من مباراتين، وتُقام المباريات حسب المجموعة.
- النهائي: مواجهة من مباراة واحدة في ملعب محايد.

## نادي روما
كان موسم 2007-08 موسمًا لا يُنسى لنادي روما لعدة أسباب بالرغم من تأخره بثلاث نقاط في سباق اللقب، اختتم الفريق الموسم بفوز بكأس إيطاليا للمرة الثانية على التوالي، والمرة التاسعة في تاريخه، والفوز على فريق روبرتو مانشيني للعام الثاني على التوالي في كأس إيطاليا كان الإنجاز الأكبر، حيث فاز بهدفين من فيليب ميكسيس وسيمون بيروتا. وبفضل خط الدفاع المكون من ماركو كاسيتي، وفيليب ميكسيس، وخوان وماكس تونيتو، والذي كان مساند بشكل رائع من قبل ثنائي خط الوسط دانييلي دي روسي وديفيد بيسارو، وفي غياب الأسطورة فرانشيسكو توتي بسبب الإصابة، قاد ميركو فوسينيتش خط الهجوم، مع لعب ألبرتو أكويلاني خلفه وبيروتا ولودوفيك جيولي كجناحين في تشكيلة سباليتي الأساسية 4-2-3-1.
دخل بصفته حامل اللقب البطولة كأس إيطاليا من الجولة الثالثة. بدأوا رحلتهم في كأس إيطاليا بخسارته مواجهة الذهاب ضد ترونتو بنتيجة 3-1، تمكن من العودة في مباراة الإياب برباعية نظيفة في شوط الثاني من المباراة عن طريق أليساندرو مانشيني في الدقيقة 60 وهدفين عن طريق فرانشيسكو توتي في الدقيقة 61، 73 وهدف رابعاً عن طريق بنلودوفيك جيولي في الدقيقة 89 من المباراة. خرج نادي روما متعادلا في مواجهة ذهاب ربع نهائي الرغم من تعرضه لحالة طُرد فيليب ميكسيس بعد مرور 17 دقيقة فقط من بداية المباراة، بعد نهاية الشوط الأول بتعادل السلبي بين الفريقين وافتتاح لاعب سابدوريا ريتو تسيغلر التسجيل في الدقيقة 62 من الشوط الثاني، تمكن فريق روما بعد سبعة دقائق من انتزع التعادل 1-1 خارج أرضه أمام سامبدوريا بقيادة أنطونيو كاسانو في الدقيقة 62 من الشوط الثاني عن طريق ميركو فوتشينيتش، ويتأهل عن مواجهة الإياب بهدف دون مقابل عن طريق لاعبة البرازيلي مانسيني في الدقيقة 60 من عمر المباراة.
مع نهاية الشوط الأول بالتعادل السلبي، لم تمر دقيقة واحدة قبل أن يطلق للقائد توتي، تسديدة صاروخية من حافة منطقة الجزاء لم يره حارس المرمى الذي حسم المباراة في بداية الشوط الثاني. وينهي روما المباراة بفوز صعب على نادي كاتانيا في مباراة الذهاب من نصف نهائي كأس إيطاليا. يخطو روما خطوةً نحو نهائي كأس إيطاليا الرابع على التوالي. سنحت لفريق سباليتي عدة فرص لحسم النتيجة، بفرق هدف وحيد على ملعب الأولمبيكو لا يزال بإمكان كاتانيا العودة في النتيجة في مباراة الإياب في صقلية. على الرغم من الشائعات التي سبقت المباراة، ظل توتي على أرض الملعب طوال المباراة.
في مواحهة إياب نصف نهائي كأس إيطاليا بين كاتانيا وروما، بدأت افتتاح التسجيل في الدقيقة 27 بخطأ داخل منطقة من إيزكو ضد فوسينيتش، ليُسجل ألبيرتو أكويلاني هدف فريقه روما من ركلة جزاء، لم يطل الوقت كثيراً وبعد دقيقتين، عادل لورينزو دي سيلفيستري النتيجة لينتهي الشوط الأول بالتعادل بهدف لكل فريق فيما لم يكن هناك الكثير من الأحداث في الشوط الثاني. بتعادل الفريقين بهدف لكل فريق ، ما يعني تأهل نادي روما للنهائي (بمجموع المبارتين بنتيجة 2-1) ووصوله للمرة الخامسة عشر لنهائي كأس إيطاليا في تاريخه.

## إنتر ميلان
فاز النيراتزوري على نادي ريجينا على أرضه في ملعب جرانيلو في ذهاب دور الستة عشر في كأس إيطاليا بنتيجة 4-1، افتتح إنتر التسجيل من ركلة ركنية من الجهة اليمنى نفذها سولاري تمكن كريسبو من سبق مدافعي جراناتا ويحولها برأسه إلى شباك نوفاكوفيتش. وضاعف إنتر يضاعف النتيجة من ركلة حرة ينفذها سولاري من وسط الملعب الأيمن، ومن ضربة رأسية من قبل صامويل تصدى لها نوفاكوفيتش تمكن بالوتيلي يستغل الكرة المرتدة ويسجل الهدف الثاني، مع نهاية الشوط الأول من المباراة بتقدم النيراتزوري بهدفين، من الجبهة اليمنى انطلق بورديسو بالكرة ويمررها إلى سولاري الذي يسددها بقدمه اليسرى محرزاً ثالث اهداف الانتر، وتكتسب الكرة سرعة على أرض الملعب التي أصبحت زلقة بسبب المطر وتمر من أمام نوفاكوفيتش. جاؤ رابع الاهداف آخر وبعد تردد دفاعي من جانب ريجينا، يستغله بالوتيلي على الفور بانقضاضه على الكرة، والتفاف حول حارس المرمى ووضعها في الشباك بقدمه اليمنى محرزا ثاني أهدافه شخصية. في مواجهة الإياب تجاوز نادي الإنتر بثلاثية نادي ريجينا في مباراة شارك فيها فيليبو مانشيني نجل روبرتو، مرة واحدة فقط مع النيراتزوري، مرتديًا القميص رقم 17. في مباراة فاز فيها الإنتر بنتيجة 3-0، بفضل أهداف سيزار وكريسبو، وهدف عكسي من كاسيوني. دخل مانشيني بديلًا لهيرنان كريسبو في الدقيقة 83 من المباراة.
في مباراة ذهاب جولة ربع النهائي ضد يوفنتوس انتهى الشوط الأول بتعادل سلبي بين الفريقين. مع بقاء إنتر بتسعة لاعبين (بطرد بورديسو وإصابة سولاري) سجل خوليو ريكاردو كروز هدف التقدم برأسية من عرضية بيليه المتقنة. عاود جوليو ريكاردو كروز تسجيل هدف الثاني في الشباك يوفينتوس بعد تمريرة سيزار داخل منطقة الجزاء. قلّص دل بييرو قائد يوفنتوس الفارق من تسديد كرة طائرة من مسافة قريبة، في الشباك بعد تمريرة عرضية من تريزيجيه. قبل نهائة المباراة بثلاثة دقائق تكمن يوفي من تعديل النتيجة عن بديل بومسونغ من كرة رأسية قوية تسكن سقف المرمى من ركلة ركنية نفذها بالادينو وتنته المباراة بالتعادل بهدفين لكل فريق ويأجل بطاقة التأهل لمواحهة الإياب. التي افتتحها بالوتيلي في الدقيقة 10 من المباراة، بعد ثلاث دقائق حصل يوفنتوس على ركلة حرة من مسافة 30 ياردة بعد خطأ من كريستيانو زانيتي، يُعادل يوفنتوس منها النتيجة من ركلة حرة من مسافة بعيدة نفذها ديل بييرو اصطدمت بستانكوفيتش، مما حرم فرانشيسكو تولدو من فرصة التصدي للكرة.
تمكن يوفنتوس من التقدم عن طريق ياكوينتا في القيقة 31 بإحرازه هدفًا بعد أبعد تولدو ضربة رأس ستينداردو من ركلة حرة نفذها دل بييرو. بعد مرور سبعة دقائق تحصل نادي الإنتر على ركلة جزاء من ركنية ستانكوفيتش تُرتد إلى خيمينيز الذي سددها مباشرة بيد صالح حميديتش ويُشير الحكم ماسيميليانو ساكاني إلى نقطة الجزاء، أحرز منها جوليو كروز هدف التعادل بعدما تمكن من ارسال إيمانويلي بيلاردي في الاتجاه الآخر من المرمى. ومن هجم آخر استلم ماريو بالوتيلي تمريرة من ستانكوفيتش داخل منطقة الجزاء، واستدار بسرعة ويسدد كرة قوية في الزاوية اليمنى العليا في مرمى يوفنتوس، في الدقائق الأخيرة من المباراة حصل ماورو كامورانيزي على بطاقة حمراء مباشرة بسبب ارتكابه خطأ فظيعًا من الخلف على بيليه في دائرة منتصف الملعب ويمكن قريقه المباراة بعشرة لاعبين لتنتهي المباراة بفوز إنتر ميلان على يوفنتوس بنتيجة 3-2 (بنتيجة إجمالية 5-4)، ويواجه نادي لاتسيو في نصف نهائي كأس إيطاليا. في مواجهة دور نصف نهائي تفوق الإنتر على البيانكوسيليستي في مجموع المبارتين، ويتأهل إلى النهائي بعد فوزه في مباراة الإياب في روما بنتيجة 2-0 سجل الأهداف البرتغالي بيليه وكروز.

## المباراة

### تفاصيل المباراة
لعبت المباراة النهائية في 24 مايو 2008، استعاد المدير الفني لنادي روما لوتشانو سباليتي كل من المدافع الفرنسي ميكسيس والبرازيلي خوان للمباراة الأخيرة من الموسم، مستبعدًا بانوتشي ومانشيني، مفضلًا كاسيتي وجيولي. اعتمد مانشيني على زانيتي في خط الدفاع، وسوازو كمهاجم وحيد أمام بالوتيلي، وستانكوفيتش، وفييرا، وسيزار. بدأ روما بداية جيدة، وهاجم بقوة، مقارنةً بإنتر الذي انتظر حتى يهدأ. لكن التسديدة الأولى على المرمى كانت من ستانكوفيتش في الدقيقة 13، ردّها جيولي في الدقيقة 15 وبيروتا في الدقيقة 17 بتصدٍّ من تشيفو. في الدقيقة 24، انطلق ماكسويل سدد كرة يسارية، تصدى لها دوني ببراعة ليمنع النيراتزوري من التسجيل. في الدقيقة 36، تقدم الجيالوروسي بهدف من ركلة ركنية من بيتزارو، وتسديدة ميكسيس الطائرة أسفل العارضة، لم يستطع تولدو إيقافها. وينتهي الشوط الأول بتلك النتيجة.
انطلق روما بقوة في الشوط الثاني، مستغلاً حماسة، حلّ بيليه مكان ستانكوفيتش في تشكيلة إنتر ميلان. بعد دقيقة تصدى تولدو لتسديدة بيروتا التي أضاعت على الحارس فرصة بعد ثماني دقائق بعد تبادل للكرة مع فوسينيتش يسجل روما ثاني أهدافه، وبدا أن المباراة قد حُسمت. لكن بيليه قوض ثقة روما عندما قلص الفارق في الدقيقة 15 بتسديدة من مسافة 25 مترًا، تركت دوني ثابتًا في مكانه. بعد أربع دقائق أنقذ القائم حارس مرمى الجيالوروسي هدفًا من رأسية من بورديسو. رغم الضغط الكبير من إنتر انتهت المباراة بتقدم روما، في نهاية المباراة سلّم رئيس الجمهورية جورجيو نابوليتانو الكأس الثالثة لإدارة سباليتي إلى القائد فرانشيسكو توتي، ويوضع روما كأس إيطاليا التاسع في خزائنه، واختتم الموسم كما بدأه بالفوز باللقب على حساب إنتر ميلان.
| روما                                | 2 -1 | إنتر ميلان                   |
| ----------------------------------- | ---- | ---------------------------- |
| فيليب مكسيس 36' · سيموني بيروتا 54' |      | فايتور هوجو غوميز باسوس 60 ' |

| روما | إنتر ميلان |

|                 |    | تشكيلة الفريق:      |     |     |
| GK              | 32 | دوني                |     |     |
| RB              | 77 | ماركو كاسيتي        |     |     |
| CB              | 5  | فيليب مكسيس         |     |     |
| CB              | 4  | جوان                |     |     |
| LB              | 22 | ماكس تونيتو         |     |     |
| CM              | 16 | دانييلي دي روسي (c) |     |     |
| CM              | 7  | ديفيد بيتزارو       |     |     |
| LW              | 8  | ألبيرتو أكويلاني    |     | 90' |
| AM              | 20 | سيموني بيروتا       | 56' | 72' |
| RW              | 14 | لودوفيك جيولي       |     | 66' |
| CF              | 9  | ميركو فوتشينيتش     | 74' |     |
| قائمة البدلاء:  |    |                     |     |     |
| GK              | 1  | جانلوكا كورشي       |     |     |
| DF              | 2  | كريستيان بانوتشي    |     | 90' |
| LB              | 15 | فيتورينو أنتونيس    |     |     |
| RB              | 3  | سيسينيو             |     | 66' |
| DM              | 33 | ماتيو بريغي         |     | 72' |
| FW              | 30 | مانسيني             |     |     |
| FW              | 18 | ماورو إسبوزيتو      |     |     |
| المدرب:         |    |                     |     |     |
| لوتشانو سباليتي |    |                     |     |     |

|                |     | تشكيلة الفريق:    |     |     |
| GK             | 1   | فرانشيسكو تولدو   | 54' |     |
| RB             | 13  | مايكون            |     |     |
| CB             | 26  | كريستيان كيفو     |     |     |
| CB             | 16  | نيكولاس بورديسو   | 87' |     |
| LB             | 6   | ماكسويل           |     |     |
| RM             | 4   | خافيير زانيتي (c) |     | 90' |
| CM             | 14  | باتريك فييرا      | 61' |     |
| CM             | 5   | ديان ستانكوفيتش   |     | 46' |
| LM             | 31  | سيزار             |     | 62' |
| CF             | '29 | ديفيد سوازو       |     |     |
| CF             | 45  | ماريو بالوتيلي    |     |     |
| قائمة البدلاء: |     |                   |     |     |
| GK             | 12  | جوليو سيزار       |     |     |
| DF             | 40  | إيفان فاتيتش      |     |     |
| MF             | 30  | بيليه             | 87' | 46' |
| MF             | 21  | سانتياغو سولاري   |     |     |
| MF             | 11  | لويس خيمينيز      |     | 62' |
| MF             | 28  | مانيش             |     |     |
| FW             | 18  | هيرنان كريسبو     |     | 90' |
| المدرب:        |     |                   |     |     |
| روبرتو مانشيني |     |                   |     |     |

| الحكام المساعدون: فيليس رافاييل ستروتشيا (إيطاليا) لويجي روسي (إيطاليا) الحكم الرابع: أندريا دي ماركو (إيطاليا) |